# Eupithecia ijimai
Eupithecia ijimai är en fjärilsart som beskrevs av Inoue 1963. Eupithecia ijimai ingår i släktet Eupithecia och familjen mätare. Inga underarter finns listade i Catalogue of Life.